# Legazpi (Albay)
Pour les articles homonymes, voir Legazpi.

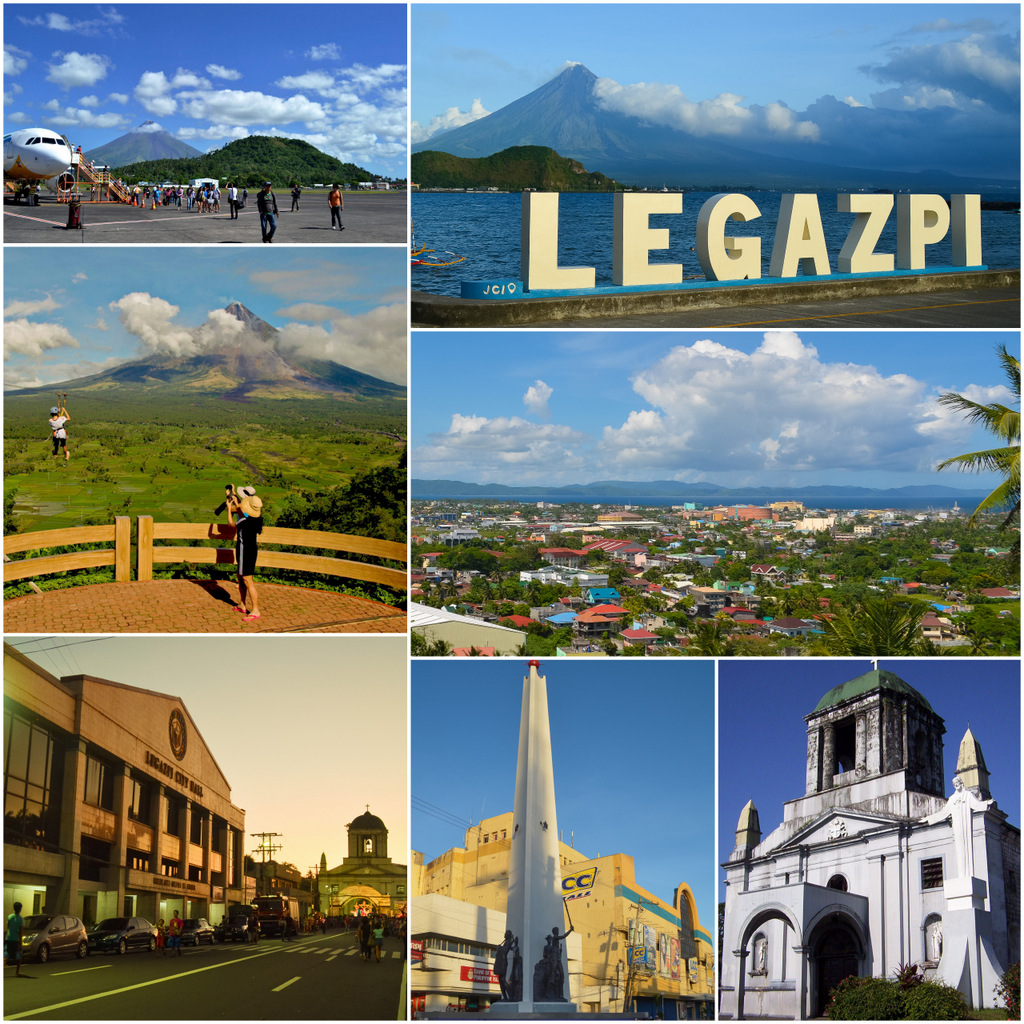
Dans le sens des aiguilles d'une montre, en partant du coin supérieur droit : marqueur touristique JCI Legazpi, vue depuis l'Oriental Legazpi, cathédrale Saint-Grégoire le Grand, monument de la bataille de Legazpi, hôtel de ville de Legazpi, tyrolienne sur la colline de Ligñon, ancien aéroport de Legazpi.

Legazpi (autrefois Albaybay, puis Albay) est une grande ville de la province d'Albay, aux Philippines. C'est la capitale d'Albay, et le centre régional de Bicol.
Sa population est de 182 201 habitants au recensement de 2010 sur une superficie de 154 km2, subdivisée en 70 barangays.
Legazpi est située à proximité du volcan actif Mayon. Détruite en 1814 par une éruption, elle fut rebâtie peu après.

## Jumelages
- Chōshi (Japon)
- Bacolod (Philippines)
- Butuan (Philippines)